# Jatingarang (Bodeh)
Jatingarang is een bestuurslaag in het regentschap Pemalang van de provincie Midden-Java, Indonesië. Jatingarang telt 6355 inwoners (volkstelling 2010).